# Zwartkoprietzanger
De zwartkoprietzanger (Acrocephalus melanopogon) is een zangvogel uit de familie van Acrocephalidae (rietzangers).

## Kenmerken
Het verenkleed van deze 13 cm lange vogel is aan de bovenzijde lichtbruin en aan de onderzijde vaalwit. Boven het oog bevindt zich een lichte streep.

## Verspreiding en leefgebied
Het gehele jaar bevinden zwartkoprietzangers zich in Zuid-Europa, in de buurt van de Middellandse Zee. In de Lage Landen komen ze normaal niet voor, al werd er in 2015 voor het eerst één individu in België officieel waargenomen. In navolging van België is de soort in 2016 voor het eerst vastgesteld in Nederland. Een zingend mannetje werd waargenomen in de Ooijpolder daarna dook er ook een exemplaar op in 2017 in de Biesbosch. De vogel leeft bij zoetwateroevers met riet.
De soort telt drie ondersoorten:
- A. m. melanopogon: van zuidelijk Europa tot Oekraïne en westelijk Turkije en noordwestelijk Afrika.
- A. m. mimicus: van oostelijk Turkije tot zuidelijk Rusland, Kazachstan, Iran en Irak.
- A. m. albiventris: zuidoostelijk Oekraïne en zuidwestelijk Rusland.

## Status
De grootte van de populatie is in 2015 geschat op 434.000-712.000 volwassen vogels. Op de Rode lijst van de IUCN heeft deze soort de status niet bedreigd.